# Loni (K.D), Indi
Loni (K.D) là một làng thuộc tehsil Indi, huyện Bijapur, bang Karnataka, Ấn Độ.